# Caymanöarna i olympiska sommarspelen 1984
Caymanöarna deltog i de olympiska sommarspelen 1984 med en trupp bestående av åtta deltagare, men ingen av landets deltagare erövrade någon medalj.

## Cykling
Herrarnas linjelopp
- David Dibben — fullföljde inte (→ ingen placering)
- Alfred Ebanks — fullföljde inte (→ ingen placering)
- Craig Merren — fullföljde inte (→ ingen placering)
- Aldyn Wint — fullföljde inte (→ ingen placering)

Damernas linjelopp
- Merilyn Phillips — fullföljde inte (→ ingen placering)